# Michele Trenti
Michele Trenti (* 25. August 1961 in Genua) ist ein italienischer Komponist, Dirigent und Gitarrist.

## Leben  und Wirken
Trenti studierte zunächst Gitarre bei Anselmo Bersano in Genua. Von 1984 bis 1988 studierte er Komposition bei Iván Eröd sowie Dirigieren bei Milan Horvat an der Musikhochschule Graz und schloss sein Studium mit dem Diplom mit Auszeichnung ab. Von 1987 bis 1989 folgten Meisterkurse bei Arpad Joó, Moshe Atzmon und Leonard Bernstein.
1988 bis 2004 war Trenti künstlerischer Direktor der Associazione Filarmonica Genovese. 1989 gründete er das Genoa Youth Philharmonic Orchestra, dessen Chefdirigent er bis 2004 war. 1992 kuratierte er die Konzerte in Genua anlässlich der Feierlichkeiten zum 500. Jahrestag der Entdeckung Amerikas.
Trenti konzertiert zudem als Gitarrist und spielte dabei zeitweise als Leihgabe eine Gitarre von Antonio de Torres aus dem Jahre 1888 bzw. das Instrument Anselmo Bersanos, gebaut 1931 von G.B.Anfossi.
1997 bis 1999 war er Vize-Präsident der Associazione Musicale Italiana (AMI) mit Sitz in Pesaro. 2003 war er mitverantwortlich für das Projekt zur internationalen Präsentation von Genua als Kulturhauptstadt Europas 2004, finanziert von der Europäischen Kommission, und dirigierte Konzerte in vielen Hauptstädten der erweiterten Europäischen Union. Am 1. Jänner 2004 dirigierte er das Neujahrskonzert in Budapester Parlament in Zusammenarbeit mit der Italienischen Botschaft.
Trenti ist künstlerischer Leiter des Paganini Genova Festivals und war stellvertretender Generalsekretär des Premio Paganini. Er ist Präsident der Associazione Amici di Paganini in Genua (Vereinigung der Freunde Paganinis) und wurde zum Mitglied der Akademie der Wissenschaften und Literatur von Genua (Accademia di Scienze e Lettere di Genova) ernannt. 2012 wurde er Premio Artista di Liguria ausgezeichnet.
Trenti ist Mitglied beim Steirischen Tonkünstlerbund und lebt in Genua.

## Kompositionen (Auswahl)
Trentis Kompositionen und Arrangements wurden in zahlreichen Ländern aufgeführt bzw. ausgestrahlt, darunter in Ungarn, Österreich, Slowenien und Italien.

### Orchesterwerke
- Andante largo für Orchester (1984)
- Shelley Prelude für Kammerorchester (1987)
- Oboe sommerso  für Bariton und Orchester (1995)
- Konzert für Violine und Orchester (2005)
- Fantasia für Orchester (2007 – Orchesterversion von Fantasia 1989)
- Regina coeli für Solo, Chor und Orchester (2009)
- 1. Symphonie (2011)
- 2. Symphonie (2015)
- Concertino für Cello und Kammerorchester (2014)

### Kammermusik
- Variationen über das Sternbild Kassiopeia für Oktett (1982–85)
- Fantasia für Klarinette, Cello und Klavier (1989)
- Quattro bagatelle sentimentali für Violine und Klavier (1989/2014)
- Divertimento canonico für Streichquartett (2010)
- Divertimento Nr. 2 für Streichquartett (2013)

- Monologo für Klarinette solo (1985)
- Gaby Hein gewidmet für Klavier (1987)
- Capriccio für Violine solo (2012)

### Vokalmusik
- Tre liriche di Quasimodo für Stimme und Klavier (1988–89)
- Laye, laye für Stimme und Klavier (2007 – auch Orchesterversion)
- Lieder des Neumonds für Bariton, Klarinette und Gitarre (2014)
- Behind the Wait für Stimme und Klavier nach Gedichten von Alessandra Capocaccia Quadri (2016)

- Ballata del Petrarca für gemischten Chor (1986)
- Gebet für Kinderchor (2005)
- Sei rispetti  für Vokalquartett (2007)
- Dornenkrone für Frauenchor (2012)
- Ave Maria für neun Stimmen (2014)
- Mutter Teresas Worte für gemischten Chor (2014)
- 1. April 2015  und 1. April 2016 für gemischten Chor ohne Worte (2015/2016)

## Schriften
Michele Trenti hat drei Bücher sowie zahlreiche Essays und Artikel veröffentlicht.
- Angelo Francesco Lavagnino: I primi lavori strumentali (Essay in: A. F. Lavagnino, un compositore e il cinema) – Edition A. Sisti, Alessandria, 2007
- Appunti – Buch: Edition Philharmonia/Genova (2010)
- Parlando di musica – Philharmonia – Buch: Edition Philharmonia/Genova (2011)
- Musica con i giovani – Buch mit CD: Edition S. Termanini – Genoa, 2012, ISBN 88-95472-21-7.[12]
- Una vita in ascolto. Dieci conversazioni sulla musica con Michele Trenti, a c. di Lorenzo Costa, ISBN 978-88-89401-40-8[13].

## Diskografie (Auswahl)
- Ludwig van Beethoven: Violinkonzert. Mit Bin Huang, Violine; Orchestra Filarmonica Giovanile di Genova; Dirigent: Michele Trenti (Philharmonia 1999 - PH9B002)
- Franz Liszt: Via crucis – Orchesterversion von Michele Trenti/Uraufführung. Carlo Fenice Ensemble/I Polifonici di Genova, Dirigent: Michele Trenti (Philharmonia PH0J004)
- Omaggio ad Anselmo Bersano – Michele Trenti/Gitarre (Philharmonia PH7C033)
- Genova 2004 – Genova welcomes the accession countries, Ljubljana 28.10.2003. Mit Genova Youth Philharmonic, Dirigent: Michele Trenti (OFG 2004)
- Michele Trenti: Due bagatelle sentimentali. Mit Sigrid Präsent, Violine; Edda König, Klavier; ALEA Ensemble (BIG BEN STB 13/01)
- Michele Trenti: Fantasia für Klarinette, Viola und Klavier. Mit Trio international (Das andere Klaviertrio STB 13/02)[14]
- Michele Trenti: Capriccio für Violine solo. Mit Sigrid Präsent, Violine; ALEA Ensemble (Extravaganza STB 14/02)
- Michele Trenti: Divertimento canonico für Streichquartett: ALEA Ensemble (Big Apple STB 15/01)
- Michele Trenti: Ave Maria für 9 Stimmen: Domkantorei Graz (Geistliche Werke STB 16/06)
- Michele Trenti: Quattro bagatelle sentimentali. Mit Sigrid Präsent, Violine; Rita Melem, Klavier; ALEA Ensemble (Transitions STB 18/01)
- Flügel mit zehn Saiten. Mit Sigrid Präsent, Violine; Michele Trenti, Gitarre; Eduard Lanner, Klavier. Werke von Herbert Blendinger, Gerhard Präsent, Zerline Erfurt, Jenő Takács u. a.  (STB 18/06)
- Michele Trenti: Introduzione e variationi für Klarinette solo. Mit Alexander Muhr, Klarinette (Quartetto GRAZioso STB 18/04)
- Michele Trenti: Fantasia für Klarinette, Cello und Klavier. Mit dem Stella Artis Trio (STB 19/02)
- Michele Trenti: L´Acquario für Orchester. Mit dem Grazer Universitätsorchester/Andrej Skorobogatko (GUO STB 22/05)
- Michele Trenti: Gabi Hein gewidmet für Klavier. Mit Maija Karklina-Kern, Klavier (Piano-Projekt III STB 22/08)
- W.A.Mozart: Il Flauto Magico (Die Zauberflöte). Orchestra Classica di Alessandria, Dirigent: Michele Trenti (DVD Cittá di Alessandria, 2006)